# Nordhordland

Fylke Hordaland, Nordhordland ist gelb markiert.

Nordhordland ist eine Landschaft im westlichen Norwegen, die die nördlichen Teile des ehemaligen Fylke Hordaland umfasst. Nordhordland besteht aus den Kommunen Alver, Austrheim, Fedje, Masfjorden, Modalen, sowie in manchen Definitionen auch Osterøy und Vaksdal. Nordhordland umfasst also 5 oder 7 Kommunen und hat eine Fläche von 2.686 km² und eine Bevölkerungszahl von 42.365 (1. Juli 2009). Das Regionszentrum von Nordhordland ist Knarvik.
Nordhordland ist einer von 15 Distrikten, die zusammen den Landesteil Vestlandet ausmachen.